# Rikard I. Lavljeg Srca
Rikard I. Lavljeg Srca (Oxford, 8. rujna 1157. – Châlus kraj Limogesa, 6. travnja 1199.) engleski kralj od 6. srpnja 1189. do smrti. Također i vojvoda Normandije, Akvitanije, Gaskonje, gospodar Irske, gospodar Cipra, grof od Anjoua, Maine, Nantesa, nadgospodar (overlord) od Bretanje. Nadimak "Lavljeg Srca" je dobio prema svojem ratničkom umijeću. Izvorni naziv je Cœur de Lion na francuskom i Richard the Lionheart na engleskom. Muslimani su ga zvali Melek-Ric i Malek al-Inkitar (kralj Engleske).
Godine 1189. naslijedio je kralja Henrika II. kao treći sin.
Stekao je znatno vojno iskustvo suzbijajući pobunu u francuskoj pokrajini Akvitaniji koju je naslijedio.
Bio je jedan od ključnih sudionika Trećeg križarskog rata, uz francuskog kralja Filipa II Augusta i njemačkog cara Fridrika Barbarossu. Zauzeo je Akru i porazio Saladina u bitci kod Arsufa 1191. godine. Na povratku iz Trećeg križarskog rata 1192. godine zarobio ga je austrijski vojvoda Leopold. Pustio ga je 1194. godine uz otkupninu od 150.000 maraka. Sama isplaćena svota govori o snazi, moći i bogatstvu Engleske u ono doba.
Nakon kraćeg boravka u Engleskoj 1194. godine ponovno je ratovao na kontinentu i to u Francuskoj pokušavajući povratiti posjede koje je izgubio tijekom svoje odsutnosti. Njegova permanentna odsutnost iz Engleske ostavila je tragove na unutarnjem planu jer je gotovo stalno ratovanje u Trećem križarskom ratu i u Francuskoj iscrpilo gospodarstvo, stvorilo dugove i nezadovoljstvo visokog plemstva. Njegov brat i kasniji nasljednik Ivan mu je tijekom sudjelovanja u Trećem križarskom ratu pokušao preoteti krunu, ali mu se nakon povratka ipak poklonio i priznao ga svojim kraljem.
Poginuo je godine 1199. u Francuskoj prilikom opsade dvorca Aimara grofa od Limogesa. Kako Rikard nije imao djece, nakon njegove smrti naslijedio ga je brat Ivan.

## Seksualnost
Do 1948. nijedan povjesničar nije izričito tvrdio da Rikard bio homoseksualac. Povjesničar Jean Flori je analizirao zapise povjesničara Rikardovih suvremenika te došao do zaključka da su ga oni općenito poimali kao homoseksualca. No, ne slažu se svi povjesničari u svezi Rikardove seksualnosti, kao npr. povjesničar John Gillingham. Analizirajuću u pojedinosti izvore, Flori zaključuje da su dvije Rikardove ispovijedi i pokore (1191. i 1195.) vjerojatno vezane uz grijeh sodomije. Kako je Rikard imao i veze sa ženama te nazakonitog sina Filipa od Cognaca, Flori zaključuje kako je Rikard vjerojatno bio biseksualac. Suvremeni navodi spominju njegovu homoseksualnu vezu s francuskim kraljem Filipom II., no i Flori i Gillingham osporavaju da je ona uistinu postojala.
| Prethodnik Henrik II., kralj Engleske Henrik Mladi | Kralj Engleske | Nasljednik Ivan bez Zemlje |